# Алёшкин, Анатолий Александрович
Анато́лий Алекса́ндрович Алёшкин (2 сентября 1921, Михайловка, Мелитопольский уезд, Таврическая губерния, РСФСР ― 19 июля 1993, Санкт-Петербург, Россия) ― советский военачальник, генерал-майор артиллерии. Командир Тюменской ракетной бригады (1964―1967), Новосибирской ракетной дивизии (1967―1969), 14-й ракетной Киевско-Житомирской ордена Кутузова 3 степени дивизии ― начальник Йошкар-Олинского гарнизона (1969―1971). Кавалер ордена Ленина и трижды – ордена Отечественной войны I степени. 

## Биография
Родился 2 сентября 1921 года в посёлке Михайловка ныне Васильевского района Запорожской области Украины.
В сентябре 1938 года призван в Красную армию. В 1940 году окончил 1-е Московское артиллерийское училище имени Красина.
Участник Великой Отечественной войны: от командира взвода до командира 330 гвардейского отдельного миномётного дивизиона 70 гвардейского миномётного полка 68 армии и 348 гвардейского отдельного миномётного дивизиона 19 танкового корпуса, гвардии майор. Воевал на Юго-Западном, Северо-Западном и Прибалтийском фронтах. В годы войны награждён орденами Отечественной войны I степени (дважды), Александра Невского, Красной Звезды и медалями. 
С 1946 года ― командир отдельного гвардейского миномётного дивизиона.
В 1949 году окончил Ленинградскую высшую офицерскую Краснознамённую школу, в 1956 году ― командный факультет Военной Артиллерийской школы. 
С 1960 года ― в РВСН: с 1960 года ― заместитель командира Алейской ракетной дивизии, с 1964 года ― командир Тюменской ракетной бригады, с 1967 года ― командир Новосибирской ракетной дивизии, генерал-майор (1968).
В 1969―1971 годах ― командир 14-й ракетной Киевско-Житомирской ордена Кутузова 3 степени дивизии ― начальник Йошкар-Олинского гарнизона. 
В 1971―1977 годах ― начальник Переславль-Залесского учебного центра РВСН. Уволен с военной службы в феврале 1977 года. 
В годы последующей военной службы награждён орденами Ленина, Трудового Красного Знамени (дважды), Отечественной войны I степени, Красной Звезды и  медалями.
Скончался 19 июля 1993 года в Санкт-Петербурге. Похоронен на Южном кладбище Санкт-Петербурга. 

## Награды
- Орден Ленина (1969) ― за выполнение спецзадания Правительства СССР[1]
- Орден Трудового Красного Знамени (1975, дважды)[1]
- Орден Отечественной войны I степени (10.02.1944, 01.09.1944, 06.04.1985)[2][6]
- Орден Александра Невского (СССР) (16.11.1944)[3]
- Орден Красной Звезды (30.04.1943, 1954)[3]
- Медаль «За победу над Германией в Великой Отечественной войне 1941—1945 гг.» (09.05.1945)
- Юбилейная медаль «За воинскую доблесть. В ознаменование 100-летия со дня рождения Владимира Ильича Ленина» (1970)